# Joža Hercíková-Potocká
Joža Hercíková-Potocká (26. prosince 1871, Nečín – 12. prosince 1931, Frýdlant nad Ostravicí) byla česká novinářka, spisovatelka, překladatelka a významná členka ženského hnutí.

## Životopis
Joža Hercíková-Potocká se narodila 26. prosince 1871 v Nečíně u Nepomuku. Od roku 1915 žila ve Frýdlantu nad Ostravicí, kde její manžel Josef Hercík získal místo správce Frýdlantské akciové továrny na železné zboží. V této době byla redaktorkou nedělní hlídky Rodina a společnost v Moravskoslezském deníku. Byla také po dvě období předsedkyní frýdlantské knihovní rady. Aktivně se účastnila schůzí ženského hnutí. Vedla také čilou korespondenci s Boženou Vikovou-Kunětickou a dalšími členkami ženského hnutí.
Zemřela 12. prosince 1931 ve Frýdlantu, kde byla i pohřbena. Její vnučka Marie Sokolová se provdala do Pardubic a její urnu poté pohřbila v rodinném hrobě na Městském hřbitově v Pardubicích.

## Rodina
Se svým manželem Josefem Hercíkem měla čtyři děti. Jedním z nich byl Zdislav Horák, akademický malíř.